# 진주여자고등학교
진주여자고등학교(晋州女子高等學校)는 대한민국 경상남도 진주시 상봉동에 있는 공립 고등학교이다.

## 학교 연혁
- 1925년 4월 25일 : 진주 일신여자고등보통학교로 개교(사립) 윤정하 초대 교장 부임
- 1938년 4월 1일 : 진주 봉산고등 여학교로 교명 변경
- 1939년 4월 27일 : 진주공립고등여학교로 교명 변경
- 1945년 3월 29일 : 금성국교 자리에서 현위치로 이전
- 1946년 9월 1일 : 진주공립여자중학교로 교명 변경(6년제, 초급3년, 고급3년, 18학급)
- 1950년 4월 1일 : 진주여자중학교(6년제)로 개칭
- 1951년 7월 9일 : 학제 개편으로 6년제 3회, 4년제 1회, 3년제 1회 졸업식 거행
- 1951년 8월 31일 : 진주여자고등학교로 분리 개편
- 1960년 8월 30일 : 생활관 준공
- 1968년 11월 9일 : 도서관 신축 1층 공사 준공
- 1980년 3월 1일 : 진주여자중학교 구외 이전
- 1988년 4월 17일 : 생활관(효주기념관) 신축 준공
- 1991년 4월 25일 : 신축교사 완공
- 1995년 11월 25일 : 일신관 준공 및 증여식
- 2002년 5월 30일 : 제3동 교사(3층 15실) 신축 준공
- 2003년 2월 26일 : 디지털 도서관 준공
- 2006년 6월 21일 : 31학급 인가
- 2008년 6월 29일 : 급식소(봉산관) 신축
- 2010년 2월 6일 : 수학, 과학 교과교실 완공(6실)
- 2011년 2월 7일 : 도서관 리모델링 완공
- 2022년 3월 2일 : 제35대 강신우 교장 부임
- 2023년 2월 8일 : 제94회 졸업식(졸업생 213명, 누계 30,440명)
- 2023년 3월 2일 : 2023학년도 신입생 입학식(신입생 248명)

## 참고 자료
- 진주여자고등학교 - 한국교육학술정보원 학교알리미